# Fissidens haraldii
Fissidens haraldii là một loài Rêu trong họ Fissidentaceae. Loài này được (Lindb.) Limpr. mô tả khoa học đầu tiên năm 1901.